# تيد سيرز
تيد سيرز (بالإنجليزية: Ted Sears)‏ هو رسام رسوم متحركة وملحن وكاتب سيناريو أمريكي، ولد في 13 مارس 1900 في ماساتشوستس في الولايات المتحدة، وتوفي في 22 أغسطس 1958 في لوس أنجلوس في الولايات المتحدة.

## وصلات خارجية
- تيد سيرز على موقع IMDb (الإنجليزية)
- تيد سيرز على موقع ألو سيني (الفرنسية)
- تيد سيرز على موقع ميوزك برينز (الإنجليزية)
- تيد سيرز على موقع أول موفي (الإنجليزية)
- تيد سيرز على موقع قاعدة بيانات برودواي على الإنترنت (الإنجليزية)
- تيد سيرز على موقع ديسكوغز (الإنجليزية)
- تيد سيرز على موقع قاعدة بيانات الفيلم (الإنجليزية)
- تيد سيرز على موقع كينوبويسك (الروسية)